# Andreas Dietel

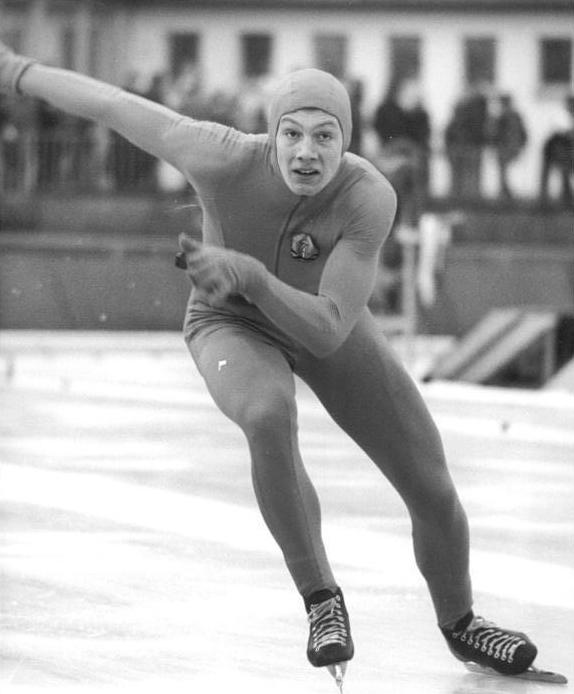
Andreas Dietel (1978)

Andreas Dietel (* 20. Oktober 1959 in Langenbernsdorf, Bezirk Karl-Marx-Stadt) ist ein ehemaliger deutscher Eisschnellläufer. Er startete für die Deutsche Demokratische Republik 1980 und 1984 bei den Olympischen Winterspielen und trat in seiner aktiven Zeit für den SC Dynamo Berlin an.

## Karriere
Bei den DDR-Meisterschaften 1977 gewann er erstmals eine Medaille und belegte im großen Mehrkampf den dritten Platz. Ein Jahr später feierte er seinen DDR-Meistertitel und gewann bei den DDR-Meisterschaften 1978 im großen Mehrkampf die Goldmedaille. Nachdem er bei den DDR-Meisterschaften 1979 eine Silbermedaille gewonnen hatte, feierte er bei den DDR-Meisterschaften 1980 über die 1000 Meter und die 1500 Meter den DDR-Meistertitel. Bei den DDR-Meisterschaften 1983 gewann er dreimal die Goldmedaille über die 500 Meter und die 1000 Meter sowie im großen Mehrkampf. Seinen letzten deutschen Meistertitel gewann er bei den DDR-Meisterschaften 1984 im Sprint-Mehrkampf.
Vom Nationalen Olympischen Komitee der DDR wurde er für die Olympischen Winterspiele 1980 in Lake Placid nominiert und ging viermal an den Start. Während er über die 500 Meter und die 10.000 Meter nicht unter die besten Zehn kam, belegte er über die 1000 Meter den siebten Platz und verpasste über 1500 Meter mit dem 4. Platz knapp eine Medaille. Er startete bei der Eisschnelllauf-Sprintweltmeisterschaft 1981 und Eisschnelllauf-Sprintweltmeisterschaft 1983 und belegte jeweils den achten Platz. Vom Nationalen Olympischen Komitee der DDR wurde er für die Winterspiele in Sarajevo nominiert und startete über vier Strecken. Während er über die 500 Meter und die 10.000 Meter nicht unter die besten Fünfzehn kam, belegte er über die 1000 Meter und 1500 Meter den siebten bzw. sechsten Platz.